# Liialaid
Liialaid eller Liia saar är en ö i Moonsund (estniska: Väinameri) utanför Estlands västkust. Den ligger i Ridala kommun i Läänemaa, 100 km sydväst om huvudstaden Tallinn. Arean är 1,31 kvadratkilometer.
Terrängen på Liialaid är mycket platt och dess högsta punkt ligger 2,5 meter över havet. Vid högvatten är den landfast med ön Sõmeri saar i norr och 1,5 km åt sydöst ligger den större ön Tauksi saar. Norr om Liialaid ligger öarna Rukkirahu och Kuivarahu samt färjeläget Rus (Rohükula).
Inlandsklimat råder i trakten. Årsmedeltemperaturen i trakten är 5 °C. Den varmaste månaden är augusti, då medeltemperaturen är 16 °C, och den kallaste är januari, med −6 °C.